# Atractylodes lancea
Atractylode noir, cāngzhú
Espèce
Atractylodes lancea ou atractylode noir est une espèce de plante à fleurs de la famille des Asteraceae, originaire d’Asie orientale et du Sud-Est. C’est une plante herbacée vivace, de 30–100 cm de hauteur, avec des feuilles bordées de fines aiguilles et un rhizome épais. L’inflorescence est un capitule composé uniquement de fleurons tubulaires, blancs, les bractées sont réduites à des épines pennées.
Le rhizome séché est utilisé en médecine traditionnelle en Chine, au Japon et en Corée. Il est appelé cāngzhú  (苍术) en Chine et So-Jutsu au Japon. En Chine, il est largement connu pour « traiter les déficiences de la rate et les diarrhées ».
L’histoire de cette matière médicale, partant du modèle initial du Shennong bencao jing, a été faite d’enrichissements de données et d’observations nouvelles au cours des siècles. Elle porte de nombreux noms vernaculaires, pouvant couvrir des formes locales mais toutefois dont les statuts infraspécifiques (variétés ou sous-espèces) n’ont jamais été établis. Il faut de plus les distinguer d’une espèce proche, Atractylodes macrocephala, elle aussi très fournie en noms vernaculaires.
Aux vertus médicinales de cette racine, comme « tonifier la rate », s’ajoute la tradition d’un remède pour « ne pas vieillir » ou même « pour rajeunir », lancé par Ge Hong le lettré chercheur d’immortalité.
Les autorités chinoises ont mené une politique visant à intégrer la médecine traditionnelle chinoise à la médecine moderne. Le premier essai clinique de phase 1 pour évaluer l’innocuité et la pharmacocinétique de la formulation en capsule de l’extrait de A. lancea a été mené en 2021

## Nomenclature et étymologie
L’espèce a d’abord été décrite sous le nom d’Atractylis lancea par le naturaliste suédois Carl Peter Thunberg en 1784 dans Flora Japonica, 306. En 1775-1776, Thunberg s’était rendu dans la minuscule île de Dejima au Japon où il put conduire quelques recherches botaniques.
En 1838, Augustin-Pyramus de Candolle (1778-1841) créa le nouveau genre Atractylodes dans lequel il plaça l’espèce précédente sous le nom de Atractylodes lancea, dans Prodromus Systematis Naturalis Regni Vegetabilis 7: 48.
Le nom de genre Atractylodes est un terme de latin scientifique composé de deux noms grecs: ἄτρακτος (átrakto̱s) latinisé en atractylo-, signifiant « flèche, fuseau » et εἶδος (eîdos) latinisé en - odes, signifiant « forme, apparence ». Ensemble, les deux termes pourraient faire allusion à la forme allongée-tubulaire prise par le rhizome (à moins que ce soit par le capitule ou par les anthères des fleurons ou par les feuilles).
L’épithète spécifique lancea est un nom latin signifiant « lance, pique ».

## Synonymes
Selon POWO, le nom Atractylodes lancea est un nom accepté (valide) de l’espèce et possède 44 synonymes.

### Synonymes homotypiques
- Acarna lancea (Thunb.) Willd. dans Sp. Pl., ed. 4. 3: 1700 (1803)
- Atractylis lancea Thunb. dans J.A.Murray (ed.), Syst. Veg., ed. 14.: 729 (1784)

### Synonymes hétérotypiques
Sur les 42 synonymes hétérotypiques, nous citerons seulement:
- Atractylis chinensis (Bunge) DC dans Prodr. 6: 549 (1838)
- Atractylis japonica (Koidz. ex Kitam.) Kitag. in Rep. Inst. Sci. Res. Manchoukuo 3(App. 1): 439 (1939)
- Atractylis ovata Thunb. in J.A.Murray (ed.), Syst. Veg., ed. 14.: 730 (1784)
- Atractylodes japonica Koidz. ex Kitam. in Acta Phytotax. Geobot. 4: 178 (1935)
- Atractylodes ovata (Thunb.) DC. in Prodr. 7: 48 (1838)

## Description
Atractylodes lancea  est une plante herbacée de (15-) 30-100 cm de hauteur, avec un rhizome épais, horizontal ou ascendant. C’est un géophyte.
Les tiges sont solitaires ou en touffe, non ramifiées ou un peu ramifiées au sommet.
Les feuilles sont ± rigidement papyracées, vertes. Les feuilles basales sont fanées à l’anthèse. Les feuilles caulinaires inférieures et moyennes sont pétiolées mais les inférieures parfois subsessiles ; le pétiole fait 0,5–8 cm de longueur ; le limbe de la feuille de 8–12 cm de long sur 5–8 cm de large, non divisé ou divisé presque jusqu'à la base en 3-5(-9) segments pennés ; ces segments indivis ou parfois près de la base avec quelques petits lobes épineux, ± étroitement elliptiques à oblancéolés ou obovales, la base cunéiforme, la marge est épineuse, l’apex brièvement acuminé à arrondi. Les feuilles caulinaires supérieures sont semblables mais plus petites.
L’inflorescence est un capitule terminal, regroupant de nombreux fleurons sur un réceptacle plat ou légèrement convexe, entourées de bractées. À la différence des Centaurea européennes (comme le bleuet), le capitule est composé uniquement de fleurons tubulaires, sans fleurs ligulées sur les bords et sans écailles, poils ou autres éléments entre les fleurons. Les bractées externes sont peu nombreuses, en forme de feuille ; les bractées internes sont nombreuses, homomorphes, réduites à des épines pennées disposées de manière pectinée, dépassant mais ne cachant pas complètement l'involucre. Celui-ci est campanulé, de 1–1,5 cm de diamètre.
La corolle est blanche ou jaunâtre, de 0,9–1,2 cm.
Le fruit est un akène obovoïde, ca. 5 mm, poils blancs. Le pappus est brun à blanc sale, de 7–9 mm.
La floraison et la fructification se déroule de juin à octobre.

## Distribution et habitat

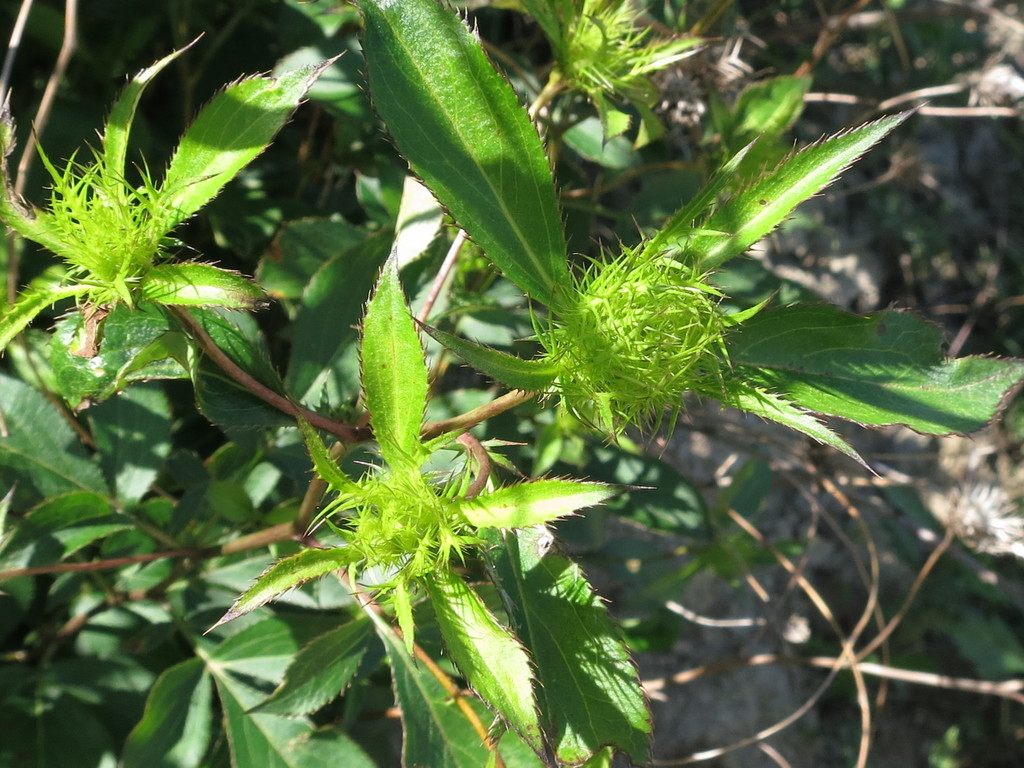
Inflorescences non épanouies, couvertes de bractées épineuses

Selon POWO, l'aire de répartition naturelle de cette espèce s'étend de l'Extrême-Orient russe jusqu'en Chine et au Japon.
Elle se rencontre dans la région du fleuve Amour (Oblast de l'Amour, Kraï de Khabarovsk), Kraï du Primorié, la Chine Centre-Nord, Chine Centre-Sud, Chine Sud-Est, Mongolie intérieure, Mandchourie, Japon, Corée, côte orientale du Vietnam.
En Chine, Flora of China indique: les provinces de Anhui, Chongqing, Gansu, Hebei, Heilongjiang, Henan, Hubei, Hunan, Jiangsu, Jiangxi, Jilin, Liaoning, Nei Mongol, Shaanxi, Shandong, Shanxi, Zhejiang.
Elle pousse dans les prairies, forêts, fourrés, crevasses rocheuses, de 200 à 2 500 m d’altitude.

## Composés bioactifs
Les principaux composés actifs d'A. lancea sont des composés d'huiles essentielles tels que les sesquiterpénoïdes (le β-eudesmol, l'hinesol, l'atractylon) et du polyacétylène  (l'atractylodine). Le contenu des composés présente une grande variabilité en fonction de leur habitat. Une étude de Takahiro Tsusaka et al suggère que les contenus en sesquiterpénoïdes et polyacétylène sont largement influencés par des facteurs génétiques. Ils présentent aussi une grande variabilité en fonction de leur habitat.

## Utilisations

### Utilisations médicinales
Le rhizome d’Atractylodes lancea est utilisé comme matière médicale en médecine traditionnelle chinoise (MTC).
Selon Flora of China, le nom vulgaire de cette espèce est 苍术 (trad. 蒼朮) cāngzhú, alors que celui de l’espèce proche A. macrocephala est 白术 (trad. 白朮) báizhú. Les rhizomes des deux espèces donnent des matières médicales aux propriétés distinctes.
Le caractère chinois traditionnel 蒼 cāng désigne la couleur « bleu-vert profond » (深青色 shēnqīngsè, « cyan foncé » selon le dictionnaire Guoyu cidian) ; le nom de cangzhu 苍术 viendrait de la couleur bleu-noirâtre des racines , ce qui explique la traduction de cangzhu par atractylode noir de Paul Unschuld.
| Dénominations chinoises   |              | |
| Nom latin                 | Nom vulgaire | Noms vernaculaires |
| Atractylodes lancea       | 苍术 cāngzhú | 朮/术 zhú/shù, 赤朮 chìzhú, 茅朮 máozhú, 北蒼朮 báicāngzhú, 茅蒼朮 máocāngzhú |
| Atractylodes macrocephala | 白术 báizhú  | 朮/术 zhú/shù, 冬朮 dōngshù, 浙朮 zhèshù, 种朮 zhǒngshù, 祁朮 qíshù, 于朮 yúshù, 夏朮 xiàshù, 白土朮 báitǔshù, 炒白朮 chǎobáizhú, 焦白朮 jiāobáizhú, 製白朮 zhìbáizhú, 山薑 shānjiāng |

Le monosyllabe 朮 en chinois classique se prononce suivant la reconstruction zhú alors qu’en chinois moderne, il a les deux prononciations shù et zhú, à la suite de la simplification de l’écriture chinoise qui réécrit 朮 en 术. Il est utilisé comme abréviation des noms vernaculaires bisyllabiques qui sont employés pour les deux espèces d’Atractylodes.
Par contre dans la Pharmacopée chinoise (éd. chi. 2003 - fr. 2008), 苍术 cangzhu Rhizoma Atractylodis est rapporté aux rhizomes des trois espèces distinctes: Atractylodes lancea, Atractylodes chinensis, Atractylodes japonica. Malheureusement sans nom de botaniste descripteur, on ne peut savoir avec certitude si ce sont des noms acceptés ou des synonymes (c’est-à-dire s’ils réfèrent à des espèces distinctes ou identiques). Cependant d’après Tropicos, le doute pourrait être levé puisque Atractylodes chinensis (Bunge) Koidz. et Atractylodes japonica Koidz sont des synonymes d'Atractylodes lancea (Thunb.) DC. (ce qui a été indiqué en début d’article dans la section Synonymes hétérotypiques). Donc, on retiendra que les trois espèces d’Atractylodes lancea / chinensis / japonica pourraient n’être qu’une seule et même espèce .

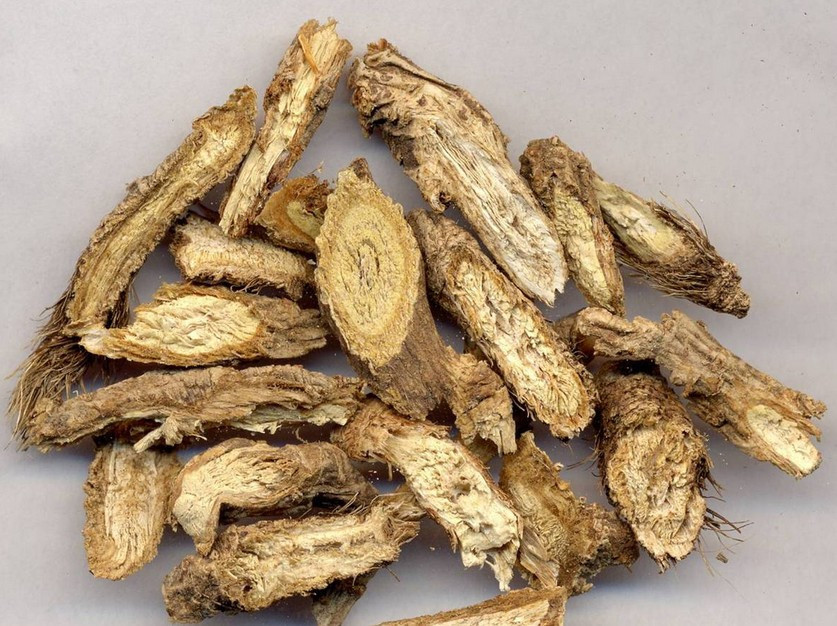
Rhizome d'Atractylodes lancea, de nan cangzhu 南苍术 et bei cangzhu 北苍术 ; autres noms chinois 茅术, 山精、赤术、马蓟、青术、仙术

Certains auteurs se sont appliqués à distinguer deux types de cangzhu: 1) le nan cangzhu 南蒼朮 « le cangzhu du Sud » et 2) le bei cangzhu   北苍术 « le cangzhu du Nord », sans donner leurs noms botaniques latins,,. Le Cangzhu du Sud préfère les climats frais, doux et humides, il a une grande tolérance au froid, et craint la lumière forte et les températures élevées. Cangzhu du Nord est rustique, préférant les conditions climatiques fraîches et bien éclairées avec une grande différence de température entre le jour et la nuit.
Le premier nan cangzhu 南蒼朮 « cangzhu du Sud » (ou maocangzhu 茅苍术) est une plante herbacée de 30 à 70 cm de hauteur, avec un rhizome épais dont la section transversale révèle des taches huileuses brun-rougeâtre, les feuilles sont pétiolées ou sessiles, à marge épineuses, les fleurs sont toutes tubulaires blanches, elles sont soit bisexuées soit unisexuées. Le second  bei cangzhu 北苍术 « le cangzhu du Nord » est proche du premier, mais avec la différence que les feuilles sont sessiles, généralement pennées avec 5 lobes profonds.
Nan cangzhu 南蒼朮 et bei cangzhu 北蒼朮 étant de la même espèce, on peut s’interroger sur leur statut infraspécifique. Les études génétiques indiquent une grande variabilité génétique d'Atractylodes lancea et suggèrent qu’il n'y a pas de distinctions claires en termes de sous-espèces ou de variétés spécifiques entre nan cangzhu et bei cangzhu.
Atractylodes lancea (ou bei cangzhu 北蒼朮) se distingue par un rhizome plus allongé que celui plus ramassé, globuleux, de la seconde espèce, nommée très à propos A. macrocephala « A. grosse tête».
Les deux matières médicales ont en commun de « renforcer la rate » mais ont aussi des propriétés propres distinctes : nan cangzhu est généralement utilisée dans des formules où l’élimination de l’humidité est la priorité alors que bei cangzhu l’est plutôt dans les cas où il faut tonifier la rate et le qi.

### Culture
Le cangzhu 苍术 est largement cultivé en Chine, particulièrement dans les deux régions de la Mongolie intérieure et du Nord-Est de la Chine qui sont réputées pour la qualité de leur production. Les cangzhu cultivés en Mongolie intérieure présentent des taches (de couleur) cinabre sur la section transversale du rhizome, signe de qualité et se vendent très bien dans le pays. Ceux cultivés dans le Nord-Est n'ont pas de taches de cinabre dans leur section transversale.
La culture se fait dans les sols limoneux dans les régions fraiches où les plantes peuvent résister à des températures de −15° C.

### Histoire de la matière médicalecangzhu
Le premier ouvrage chinois de matière médicale le Shennong bencao jing (Classique de la matière médicale du Laboureur Céleste), compilé au début de notre ère sous les Han puis étendu par le médecin taoïste Tao Hongjing (452-536), ne mentionne que la notice nommée 朮 zhú, terme général pouvant s’appliquer aux deux espèces d’Atractylodes:
« Saveur: amère, [nature] chaud, non toxique. Traite les obstacles (痹 bi) causés par le vent, le froid et l’humidité, la chaire morte, le tétanos et la jaunisse, arrête la transpiration, met fin au chaud, disperse les aliments. Préparer sous forme de galette frites. Consommé longtemps, il allège le corps, allonge la vie, prévient toute faim. Pousse dans les vallées de montagne ». (d’après la trad. de Sabine Wilms).
Le vent, le froid et l’humidité font partie des six qi maléfiques (邪氣 xiéqì), à savoir les Six qi, nommés le Vent, le Froid, le Feu, la Canicule, l’Humidité, et la Sécheresse, dans leur capacité pathogène.
Ce remède est classé dans la catégorie des drogues supérieures qui ne sont pas destinées à soigner les maladies mais à garder le corps en bonne santé le plus longtemps possible, voire à chercher l’immortalité. C’est ce qu’indique l’avant dernière phrase de la notice « consommé longtemps, il allège le corps, allonge la vie, prévient toute faim », il s’agit d’avoir le corps léger comme celui d’un immortel taoïste, capable de chevaucher les dragons pour divaguer dans les nuages. Les herbes médicinales permettent d’allonger la vie, mais ce sont les élixirs à base d’or et de cinabre (HgS) qui permettaient d’espérer pouvoir atteindre l’immortalité.

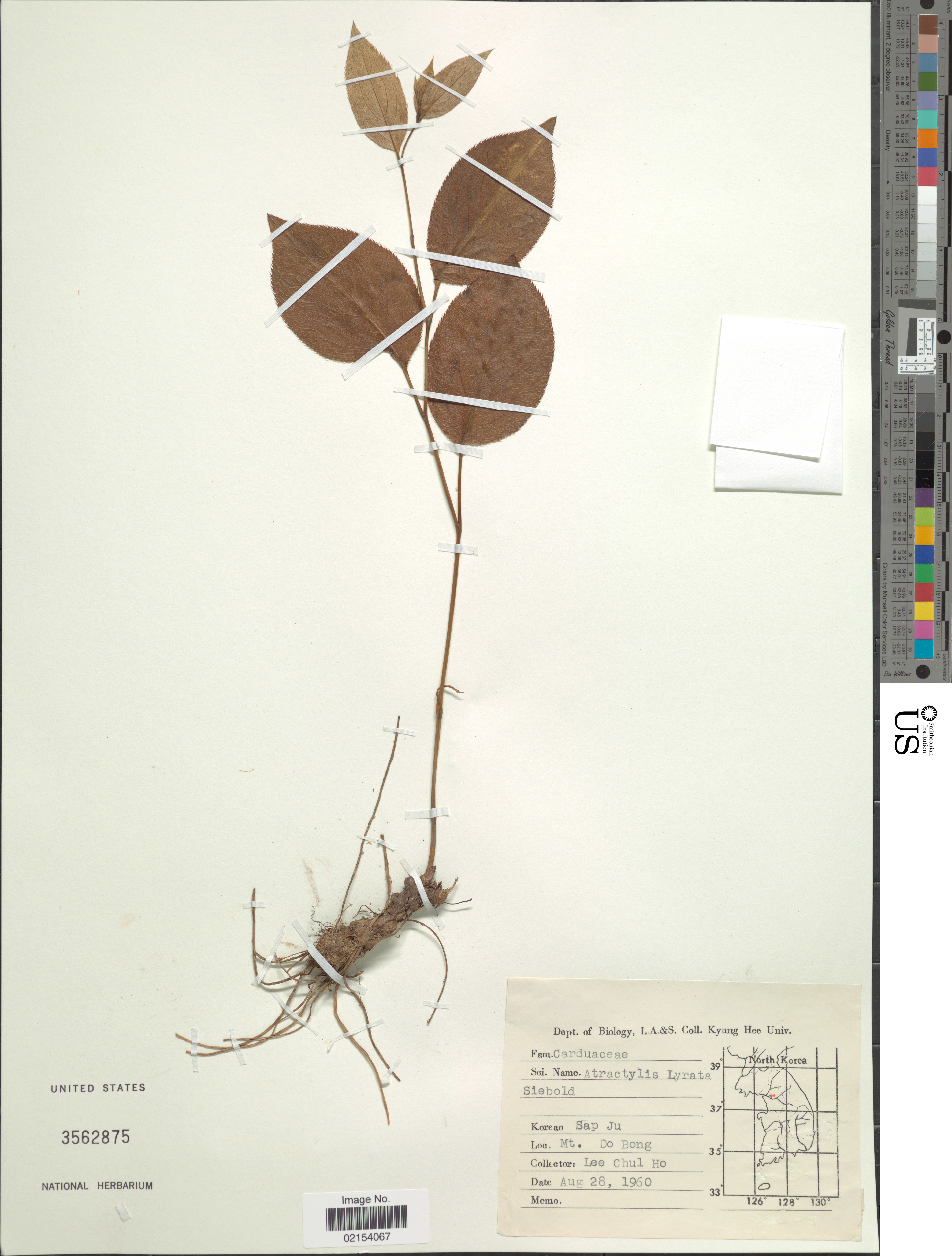
A. lancea, la plante et son rhizome

Avec la publication du Bencao gangmu « La matière médicale classifiée », en 1593, de Li Shizhen (1518-1593), fut atteint le point culminant de seize siècles de matières médicales, le climax de ce qui pouvait être fait avec la méthode traditionnelle de compilation. Après ces siècles d’enrichissement de la pharmacopée, la pensée magique est clairement écartée par Li Shizhen dans certains passages, mais dans la présente notice il cite Shennong bencao sans émettre de réserve et plus bas nous verrons comment il propose de combattre un démon femelle.
Li Shizhen donne les indications de préparation du rhizome suivantes:
« Cāngzhú 苍术 (trad. 蒼朮) est par nature sec. Pour le débarrasser de son l’huile, il est trempé dans l’eau ayant servie à laver du riz glutineux. Puis il est coupé en tranches et séché avant usage [thérapeutique]. Il peut aussi être frit avec des graines de sésame pour tester sa sécheresse » (Bencao gangmu).
Il distingue ensuite 
« Baizhu 白术 est doux et légèrement amère. Sa nature est chaude et harmonieuse. Chizhu 赤术 est doux et violemment âcre. Sa nature est chaude et sèche. C’est [une substance] yang dans yin. Il peut monter et il peut descendre. Il pénètre [les conduits du] pied yin majeur et yang brillance, de la main yin majeur, yang brillance et yang majeur. [Au cours de traitement avec chizhu,] les mêmes interdictions s’appliquent que pour baizhu ».
Dire « c’est une substance yang dans le yin » indique que bien qu’elle ait principalement les caractéristiques yin (froid, passif), elle possède aussi des aspects yang (chaux, actif).
Suit une longue explication. Donnons seulement la citation de Kou Zongshi 寇宗奭, un médecin de la dynastie Song (960-1279) qui est très éclairante :
« Cangzhu (蒼朮) a une saveur âcre avec un qi violent. Baizhu (白朮) est légèrement âcre et amer et [ses qi] ne sont pas violents.  Les anciennes recettes ainsi que le Ben jing (Shennong bencao jing) ne mentionnent que zhu (朮) . Ils ne font pas la distinction entre cang[zhu] et bai[zhu]. Ce n’est que depuis que Tao Yinju 陶隐居 a dit « il existe deux sortes de zhu » que les gens majoritairement préfèrent le type bai[zhu]. Ils mettent toujours cangzhu de côté et ne s’en servent pas. Par exemple, dans le pouvoir d’équilibrer l’estomac, cangzhu est la drogue la plus importante. Ses effets thérapeutiques sont très rapides. Il est intéressant [de constater que] le [Shennong] Bencao originel ne mentionne pas baizhu. » (toutes les trad. sont de Paul Unschuld).
Puis il ajoute cette remarque de Li Gao 李杲 (1180-1251), un médecin de la dynastie Yuan (1279-1368) 
« Le Bencao parle seulement de zhu 朮, il ne distingue pas cang 蒼 et bai 白. Le cangzhu 蒼朮 possède un qi ascendant vigoureux qui peut éliminer l’humidité [en haut]. En dessous, il sert à pacifier la région du yin majeur (太阴 taiyin) et il empêche le qi maléfique de pénétrer dans la rate. Une fois qu’il a trempé dans l’eau dans laquelle du riz a été lavé et qu’il a été rôti sur le feu, il peut stimuler la transpiration alors que baizhu est particulièrement bon à faire cesser la transpiration. C’est-à-dire que pour les applications [thérapeutiques], un des deux ne peut se substituer à l’autre ».
Li Gao établit un mécanisme d’action du remède cangzhu, permettant d’expliquer les divers effets thérapeutiques de la drogue.
Le cangzhu agit sur le conduit de la rate taiyin de pied Zú tàiyīn pí jīng 足太阴脾经 qui part du gros orteil, remonte le long de la face interne de la jambe, traverse la cavité abdominale puis entre dans la rate. La rate, en relation avec la terre, reçoit facilement les excès d’humidité du corps. Elle aime la sécheresse et craint l’humidité. Les correspondances rate ↔ terre ↔ humidité viennent de la théorie des correspondances wuxing, remontant à la période des Royaumes combattants (Ve-IIIe siècle av. J.-C.).
Ce n’est qu’à partir de la dynastie Song, que la pharmacopée des bencao emprunta les concepts naturalistes de la médecine traditionnelle commencée avec le Huangdi neijing pour « expliquer » les mécanismes d’action des drogues.

### La matière médicale des élixirs de longue vie
Depuis l’antiquité, la culture chinoise véhicule l’idée que la vie humaine peut être prolongée ici-bas, dans notre corps, très au-delà de la durée moyenne habituelle. Et pour ceux qui poursuivent les exercices spirituels et physiques, il est possible de devenir léger au point de pouvoir s’élever dans les nuages et y chevaucher les dragons. Devenir immortel  (xian 仙), tantôt visible et invisible, mobile mais sans forme, est donc tout à fait possible.

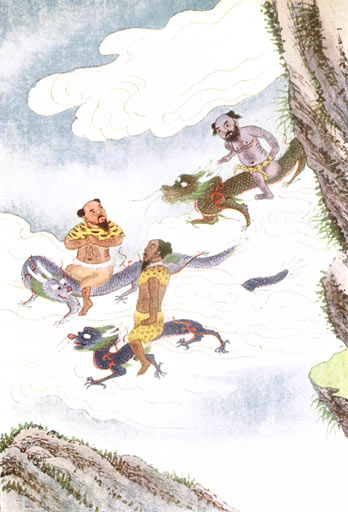
Immortels chevauchant des dragons

Le traité sur la quête de l’immortalité le plus complet qui nous soit parvenu est le Baopuzi neipian « Le maître qui embrasse la simplicité » de Ge Hong 葛洪 (283-343). En parlant d’immortalité, Ge Hong développe une approche très pragmatique qui insiste sur la méthode rationnelle pour l’atteindre et sur des procédés alchimiques. Il défendra l'idée que l'accomplissement de l'immortalité demande de « nourrir le principe vital » yangsheng 养生 (pratiques gymniques, techniques diététiques, respiratoires, etc.) mais exige surtout la fabrication et la prise d'un élixir d'immortalité. Car il distingue clairement les élixirs d’immortalité et les herbes médicinales pour rester en bonne santé le plus longtemps possible ou même pour rajeunir. Il donne de nombreuses recettes pour les deux. Et pour vanter les vertus l’atractylodes 朮 zhu, rien ne vaut le récit d’un succès exemplaire obtenu avec cette herbe de jouvence:
« Un certain Wen de Nan yang à la fin de la dynastie Han fuyant les troubles trouva refuge au Mont Hu où il faillit mourir de faim. Quelqu’un lui apprit qu’en mangeant de l’atractylode 术 zhu, il échapperait à la faim pour toujours. Quand il retourna chez lui dans son village, des décades plus tard, son teint apparaissait plus jeune [qu’au moment de son départ], et la force de son qi plus grande qu’avant. C’est pourquoi l’ « essence de la montagne » 山精 shanqing est l’autre nom de zhu. C’est la substance indiquée par le Classique des remèdes de Shennong, où il est dit que si on veut vivre longtemps, on doit prendre régulièrement l’« essence de la montagne » ».
L’ « essence de la montagne », appelé aussi xiānzhu 仙术 « racine zhu d’Immortel », continua longtemps à fasciner beaucoup de monde en Chine.
On trouve des savants qui ont vanté ses vertus « alchimiques » jusque sous la dynastie Song (960-1279), comme le spécialiste de matière médicale Su Song 蘇頌  (1019-1101) auteur de tujing bencao 图经本草 la première pharmacopée chinoise illustrée ou Tang Shenwei 唐慎微 (c. 1056-1093), auteur d’une pharmacopée zhenglei bencao 证类本草.
Li Shizhen cite un bel éloge puisé dans la préface d’un ouvrage anonyme, le Tu na jing 吐纳经 , datant des dynasties du Sud et du Nord (420-589), attribuée à une immortelle légendaire Dame Ziwei 紫微夫人:
« Quand j’examine laquelle des herbes ou lequel des arbres sont supérieurs et plus rapides à stimuler mon [qi], il n’y en a aucun qui arrive à égaler les nombreux effets obtenus par le zhu. Il est capable d’étendre notre vie pour longtemps. Les ermites vivant reclus dans les montagnes et les forêts qui l’ingèrent, [vivront longtemps] comme les cinq chaînes de montagnes. »
Li Shizhen conclut ce passage ainsi: « Toutes les citations précédentes réfèrent à cangzhu 蒼朮, pas seulement à beizhu 白朮. Les experts actuels dans la prise d’aliments [comme élixir de longévité] appellent le cangzhu l’« atractylode des immortels ». Donc toutes [les descriptions des effets de zhu] sont couvertes par cangzhu ».
Pour terminer son éloge, Li Shizhen n’hésite pas à recourir à des arguments plus surprenants pour un auteur réputé rationaliste « À l’occasion d’épidémies ou du Nouvel an, les gens brûlent souvent des cangzhu pour chasser le qi maléfique...Le Yijianzhi 夷堅志 rapporte le cas d’un érudit du Jiangxi qui fut infecté par un démon femelle (nuyao 女妖). Quand celui-ci fut sur le point de partir, il lui dit « Seigneur, vous êtes infecté par des yin qi. Ils doivent être expulsés rapidement. Vous avez seulement à prendre plus de poudre de pingweisan 平胃散 comme remède pour équilibrer l’estomac ». Il comporte du cangzhu capable d’éradiquer les qi démoniaques » (trad. de Paul Unschuld).

### Cangzudans la Pharmacopée Chinoise moderne (2003)
La Pharmacopée chinoise traite cangzhu 苍术 sous le nom de Rhizoma Atractylodis, avec les caractéristiques suivantes:
- Préparation : le rhizome est séché au soleil, trempé complètement dans l’eau de riz, puis coupé en pièces et torréfié au four.
- Saveur : piquant, amer ; tiède. Il a des affinités pour la rate et l’estomac.
- Fonctions : Tonifie la rate, disperse l’humidité en l’asséchant. Enlève le vent-froid-humidité externe.
- Indications : 1) douleur rhumatismale 2) dyspepsie, nausée, manque d’appétit, vomissement, diarrhée 3) faiblesse de la vue nocturne (héméralopie)
- Combinaison : syndrome de rétention d’humidité au foyer moyen, avec distension douloureuse du thorax et de l’abdomen, inappétence, nausée, vomissement. En combinaison cangzu, houpo 厚朴 (Cortex de magnolia off.), jupi 橘皮 (Pericarpium Citri Tangerinae) dans Pingweisan.

Selon l’Encyclopédie de la Médecine chinoise 中医百科 (en ligne), le cangzhu peut être utilisé pour traiter l'humidité excessive de la rate, la fatigue, la perte d’appétit, la diarrhée, la dysenterie, le paludisme, les mucosités etc. Il renforce la rate, élimine l’humidité, soulage la stagnation etc.
Le concept de « rate chinoise » (脾 pí) désigne un « organe » zang 藏, situé sur la face inférieure de l’estomac, ayant la fonction d’assimiler les nutriments des aliments dans l’estomac pour en faire du qi, du sang, et des fluides. Doit-on la comprendre de manière métaphorique et symbolique ou l'abandonner puisqu’elle n’a rien à voir avec la « rate de la médecine moderne », organe parfaitement observable (située sous le diaphragme, dans la partie supérieure gauche de l’abdomen) et dont l’étude empirique a montré qu’elle avait  des fonctions hématologiques (stockage des globules rouges, des lymphocytes) et immunitaires (ayant un rôle important dans l’immunité)? Comment montrer expérimentalement que le cangzhu « empêche le qi maléfique de pénétrer dans la rate » (Li Gao, citation précédente 使邪氣不傳入脾) ?

### Évaluations thérapeutiques de l’activité pharmaceutique
La Chine a cherché ces dernières années à intégrer la Médecine traditionnelle chinoise (MTC) à la médecine moderne. D’après une étude de Wu et al, moins de 5% des études cliniques publiées dans les bases de données chinoises en 2007, étaient conformes aux normes de recherche internationales acceptables. Les institutions de recherche ont alors été encouragées à établir des procédures opérationnelles standard (POS) pertinentes et à fournir une formation aux enquêteurs pour garantir le respect de ces protocoles.
Malgré une utilisation intensive du cangzhu donnant une impression positive dans de nombreuses maladies, aucune étude clinique n'a pu étayer de manière concluante son profil d'efficacité et de sécurité chez l'homme avant 2021. Les tests de toxicité aiguë et subaiguë menés chez le rat et la souris menés par une équipe thaïlandaise en 2014 ont indiqué des profils de sécurité de cangzhu dans une large gamme de niveaux de dose (1 000 à 5 000 mg/kg de poids corporel).
Puis en 2021, le premier essai clinique de phase 1 pour évaluer l’innocuité et la pharmacocinétique de la formulation en capsule de l’extrait de A. lancea standardisé a été mené par Na-Bangchang et al sur 48 patients en bonne santé. Ils n’ont observé aucun changement dans la pharmacocinétique de l’atractylodine lorsqu'elle est administrée en une dose unique ou en doses multiples pendant 21 jours. Ce qui suggère l'absence d'accumulation et de dépendance à la dose dans le plasma humain après une administration continue pendant 21 jours.
Les auteurs ont aussi réalisé une série d’études appliquant l’approche de pharmacologie inverse pour soutenir le développement du cangzhu comme agent chimiothérapeutique potentiel pour le cholangiocarcinome, le cancer des voies biliaires, un cancer extrêmement agressif. Reste à faire les essais cliniques.
Les prescriptions traditionnelles à base de cangzhu (ou de baizhu, d’ailleurs) contiennent des atractylénolides, un petit groupe de sesquiterpénoïdes dotés de propriétés antioxydantes et anti-inflammatoires pouvant être utilisées pour atténuer les dommages oxydatifs causés par les rayonnements ionisants des traitements anticancéreux. L’atractylénolide I (parmi les atractylénolides I, II et III) a été testé cliniquement pour le traitement de la cachexie induite par le cancer avec des résultats encourageants.